# Placea germainii
Placea germainii là một loài thực vật có hoa trong họ Amaryllidaceae. Loài này được Phil. miêu tả khoa học đầu tiên năm 1858.